# 二村忠元
二村 忠元（にむら ただもと、1917年11月9日 - 1982年12月18日）は、日本の工学者。東北大学名誉教授。専門は電気音響工学。

## 略歴・人物
長野県松本市出身。旧制松本第二中学（現長野県松本県ヶ丘高等学校）、旧制松本高校理科甲類を経て、1940年（昭和15年）京都帝国大学工学部電気工学科卒業。
東京大学、東北大学で1年間研究に従事した後、1941年（昭和16年）から1945年（昭和20年）まで、創設時の京城帝国大学理工学部助教授を務める。1946年（昭和21年）、東北大学助教授。1951年（昭和26年）、東京大学から理学博士の学位を取得。1955年（昭和30年）、東北大学教授に昇任
。
ダイナミックスピーカーの改良、スピーカアレイの設計法、残響可変装置、電気的な残響付加装置など先進的な研究に取り組む。他にも室内音響設計に積極的に取り組み、代表的なものだけでも、CBCホール、名鉄ホール、杉並公会堂、札幌市民会館や、仙台市内では、電力ホール、東北大学川内記念講堂、宮城県民会館、仙台市民会館などがあげられる。
日本音響学会の副会長(1971-1973)、会長（1977－1979）を歴任。1975年には仙台で、騒音に関する総合的な国際会議である「internoise75」を開催。これが契機となり、1976年に日本騒音制御工学会が創立されると、初代副会長、後に会長（1980-1982）を務める。1955年には「拡声器」「室内音響」「騒音防止」に関する業績により河北文化賞を受賞。
1980年に停年退官後、東北学院大学工学部に着任したが、惜しくも1982年12月に、当時、東北新幹線の始発駅であった大宮駅で亡くなる。